# Tomb Raider II
Tomb Raider II is het tweede deel in een serie van computerspellen gepubliceerd door Eidos Interactive en ontwikkeld door Core Design, waarin de avonturen van vrouwelijke archeologe Lara Croft centraal staan. Dit deel werd uitgegeven voor pc en PlayStation. Datum van uitgave voor pc: 11 november 1997, voor PlayStation: 18 november 1997.

## Het verhaal
Het spel begint met een introductie waarin een draak een aantal monniken aanvalt. De Chinese keizer heeft een dolk in zijn bezit. Als hij deze in zijn eigen buik steekt wordt hij een draak, zo luidt de legende. De monniken overwinnen de draak en bergen de draak op in een legendarische tombe in Xian.
Lara Croft gaat op zoek naar deze Dolk van Xian (Engels: Dagger of Xian) bij de Chinese muur (1. The Great Wall). Maar ze is niet de enige die de dolk wil hebben. Ook Marco Bartoli, een Venetiaanse bendeleider, wil de macht krijgen. Achtereenvolgens komt ze in Venetië (2. Venice), in het hoofdkwartier van Marco Bartoli (3. Bartoli's Hideout) en in het operahuis (4. Opera House). Lara verbergt zich in een vliegtuig, maar wordt ontdekt. Ze wordt bewusteloos geslagen en raakt opgesloten op een werkeiland in de zee. 
Op dit werkeiland breekt zij uit (5. Offshore Rig), komt terecht op een duikersplatform (6. Diving Area) en hoort een ondervraging van een monnik. Na de ondervragers te hebben weggejaagd ondervraagt Lara de monnik en krijgt ze aanwijzingen over het verdere verloop van de missie. Ze duikt mee met een onderwaterschip en belandt op de bodem van een oceaan (7. 40 Fathoms). In de oceaan zwemt ze naar een platform onder water dat haar leidt naar een gezonken passagiersschip Maria Doria (8. Wreck of the Maria Doria). Na veel avonturen (9. Living Quarters) belandt ze op het dek van het schip in een soort van grot (10. The Deck). Uiteindelijk vindt ze een religieus object waar de monnik het over had. 
Door het verhaal van de monnik vertrekt Lara naar Tibet. Daar beleeft ze avonturen met haar sneeuwscooter (11. Tibetan Foothills) en reist ze naar een boeddhistisch klooster om daar gebedswielen te vinden (12. Barkhang Monastery). Ze komt terecht in een aantal catacomben (13. Catacombs of the Talion) en in een wereld vol met ijs en yeti's. Hier ontdekt ze oud mysterieus artefact: de talion. Ze bevecht er ook een monster (14. Ice Palace). 
Na deze ontdekking brengt dit weer haar bij Xian, waar alles begonnen is, en komt ze in de Chinese tempel terecht. (15. Temple of Xian) In het verloop van het spel merkt ze dat Marco Bartoli de dolk heeft gevonden, hij steekt zich in een ritueel de dolk in zijn buik om tot draak te veranderen. Lara bewandelt een mysterieus landschap met vliegende eilanden (16. Floating Islands) dat haar leidt naar een dodentempel. Bij de dodentempel komt ze terecht in een jaden tempel. Hierin vindt ze Marco Bartoli, die veranderd is in een draak (17. The Dragon's Lair). Lara bevecht de draak, houdt de dolk en keert huiswaarts.
Thuis aangekomen bemerkt ze dat haar huis wordt overvallen met de leden van de clan van Marco Bartoli (18. Home Sweet Home). Haar doel is om de laatste leden van de clan te overwinnen. Aan het einde van het spel komt er een scène waarin ze onder de douche gaat.

## Tomb Raider: The Golden Mask
Tomb Raider: The Golden Mask werd later uitgegeven voor pc en is een uitgebreide versie van Tomb Raider II. Het bevat naast de bestaande levels 4 nieuwe levels waarin Lara op zoek gaat naar het Gouden Masker van Tornarsuk. De levels zijn:
- Level 1: The Cold War
- Level 2: Fool's Gold
- Level 3: Furnace of the Gods
- Level 4: Kingdom
- Bonus Level: Nightmare in Vegas

## Spelbeleving
Tomb Raider II maakt gebruik van de in Tomb Raider I gemaakte engine. De nieuwigheden die werden toegevoegd in dit spel zijn: nieuwere soorten wapens, nieuwe bewegingen van Lara, voertuigen, grotere levels, nieuwe soorten vijanden waaronder mensen, dynamisch licht (o.a. lichtkogels en licht van vuur) en de mogelijkheid om het spel op elk moment op te slaan. 
Nieuwe bewegingen die Lara kan maken zijn een ladder beklimmen, springen en landen aan de andere kant waar Lara de ladder beklom. Het wapenarsenaal is uitgebreid met de harpoen, granaatgeweer, M16-machinegeweer en automatische pistolen. In de inventaris zijn er nu ook lichtkogels beschikbaar (Flare) voor donkere plekken. Twee nieuwe voertuigen zijn beschikbaar: een motorboot (in het level Venetië) en een sneeuwscooter (in level Tibet).
Het doel van het spel is hetzelfde gebleven. Elk level moet worden volbracht door verschillende puzzels op te lossen, sleutels of objecten op te zoeken. Maar de nadruk ligt op gevechten en het doden van menselijke tegenstanders. In het spel kunnen ook verschillende objecten verzameld worden, deze liggen op een geheime plek. In elk level liggen er drie geheime objecten in verschillende kleuren: stenen of zilveren, jaden en gouden draak. Als Lara alle drie de objecten heeft verzameld krijgt zij een bonus. Deze bonus bestaat uit kogels, bundels waarmee de gezondheid van Lara omhoog gaat (Health packs) of uit nieuwe wapens. 
Een heel grote nieuwe toevoeging is de mogelijkheid om "Croft Manor" te verkennen. Croft Manor is het kasteel van Lara dat zij heeft geërfd van haar vader en moeder. Spelers kunnen in dit level wennen aan knoppen en de acties die Lara kan uitvoeren in het spel. In Tomb Raider I was er al een mogelijkheid om gymnastische oefeningen te doen maar dit was alleen binnen, Lara kon niet naar buiten. 
Er is een butler die Lara achtervolgt: als Lara tegen de butler aanbotst maakt hij geluid, soms laat hij een wind. Er is ook de mogelijkheid om de butler op te sluiten in de koelkast. Lara kan in het kasteel luisteren naar muziek (themamuziek van het level Venetië), ze kan zwemmen in haar zwembad, boven heeft zij een bibliotheek en een kamer waar haar harp en piano staan. Buiten kan zij dolen in een doolhof of gymnastische oefeningen doen.

## Trivia
- De dolk van Xian komt ook voor in Tomb Raider III, als trofee en in Tomb Raider Angel of Darkness als Easter egg.
- In het eerste level is er een route waarin Lara de dinosauriërs kan bevechten. Dit is een verwijzing naar een level van Tomb Raider I: Lost Valley.
- Het wrak Maria Doria is een verwijzing naar Titanic.
- Xian staat bekend om zijn Terracottaleger, ook dit komt voor in het spel
- In het spel wordt de relatie tussen keizer en draak naar voren gebracht. De draak in het spel spuwt vuur, wat niet helemaal volgens de legende is.